# 砥平站
砥平站（：／ Jipyeong yeok */?）是京義·中央線的終點車站，位於韓國京畿道楊平郡砥平面。目前全日只有來回8班次的列車停靠本站。車站鄰近韓國國軍部隊，同時也用作試驗用車輛貨物處理，以滿足軍方頻繁調動裝備需要。
本站有ITX-新村及無窮花號列車停靠。

## 車站結構
2面4線雙島式月台，首都圈電鐵京義·中央線在高床月台運行，而無窮花號在低床月台停靠。

### 月台配置
| ↑ 龍門（京義·中央線、中央線）             |
| \| ４３ \| ２１ \|                        |
| \| ４３ \| ２１ \|                        |
| 起終點站（京義·中央線）／石佛（中央線） ↓ |

| 月台 | 路線   | 類別                   | 目的地                                                     |
| ---- | ------ | ---------------------- | ---------------------------------------------------------- |
| 1    | 中央線 | 無窮花號               | 不使用                                                     |
| 2    | 中央線 | 無窮花號               | 堤川、安東、正東津方向                                     |
| 3    | 中央線 | 無窮花號               | 龍門、楊平、德沼、清涼里方冋                               |
| 4    | 中央線 | 無窮花號               | 不使用                                                     |
| 4    | 中央線 | ●首都圈電鐵京義·中央線 | 龍門、楊平、德沼、八堂、清涼里、龍山、水色、大谷、文山方向 |

## 历史
- 1940年4月1日：开始使用。
- 1950年6月30日：车站在朝鲜战争中毁坏。
- 2012年9月25日：新站舍建成。

## 车站周边
- 砥平里战斗纪念碑
- 砥平邮政局
- 砥平中高等学校
- 砥平小学
- 砥平面役所
- 砥平乡校
- 7913部队